# گریلاگ
گریلاگ (انگلیسی: Graylog) شرکت نرم‌افزار آمریکایی است، که در سال ۲۰۰۹ تأسیس شد.